# Tchitrec de Bates
Terpsiphone batesi
Espèce
Statut de conservation UICN

 LC  : Préoccupation mineure
Le Tchitrec de Bates (Terpsiphone batesi) est une espèce d'oiseaux de la famille des Monarchidae.

## Distribution
Cet oiseau se rencontre en Angola, au Cameroun, au Gabon, en Guinée équatoriale, en République centrafricaine, en République du Congo et en République démocratique du Congo.

## Liste des sous-espèces
Selon GBIF (18 juillet 2023) :
- Terpsiphone batesi bannermani Chapin, 1948
- Terpsiphone batesi batesi Chapin, 1921

## Systématique
Le nom valide complet (avec auteur) de ce taxon est Terpsiphone batesi Chapin, 1921,
.
Ce taxon porte en français le nom vernaculaire ou normalisé suivant : Tchitrec de Bates.

## Étymologie
Son épithète spécifique, batesi, ainsi que son nom vernaculaire, « ...de Bates », lui ont été donnés en l'honneur de George Latimer Bates pour sa contribution à l'ornithologie africaine.

## Publication originale
- (en) James P. Chapin, « Description of four new birds from the Belgian Congo », American Museum novitates, New York, vol. 7,‎ 4 avril 1921, p. 1-9 (ISSN 0003-0082, e-ISSN 1937-352X, lire en ligne, consulté le 18 juillet 2023).